# My Heaven Is Your Hell
My Heaven Is Your Hell är en singel från 2004 av den finländska hårdrocksgruppen Lordi.

## Låtlista
1. My Heaven Is Your Hell
2. Wake the Snake